# Vukšin Šipak
Vukšin Šipak – wieś w Chorwacji, w żupanii zagrzebskiej, w mieście Jastrebarsko. W 2011 roku liczyła 310 mieszkańców.